# Siegfried van Feuchtwangen
Siegfried van Feuchtwangen (Feuchtwangen, ? - Slot Mariënburg, 1311) was grootmeester van de Duitse Orde vanaf 1303 tot aan zijn dood in 1311.

## Biografie
Siegfried van Feuchtwangen was familie van Koenraad van Feuchtwangen, ook een grootmeester van de Duitse Orde. Hij nam deze positie in 1303 in na de dood van Godfried van Hohenlohe. Onder zijn leiding veroverde de Orde de stad Danzig in 1308 en verkreeg het gebied van de Pomerellen na het Verdrag van Soldin. Bij het afnemen van de bezittingen van de Tempeliers verhuisde Feuchtwangen het hoofdkwartier van zijn orde van Venetië naar Slot Mariënburg. Hij overleed daar in 1311 en werd begraven in de kathedraal van Kulmsee.

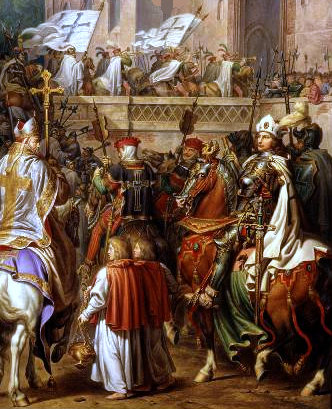
De entree van grootmeester Siegfried van Feuchtwangen in Slot Mariënburg